# Tírig

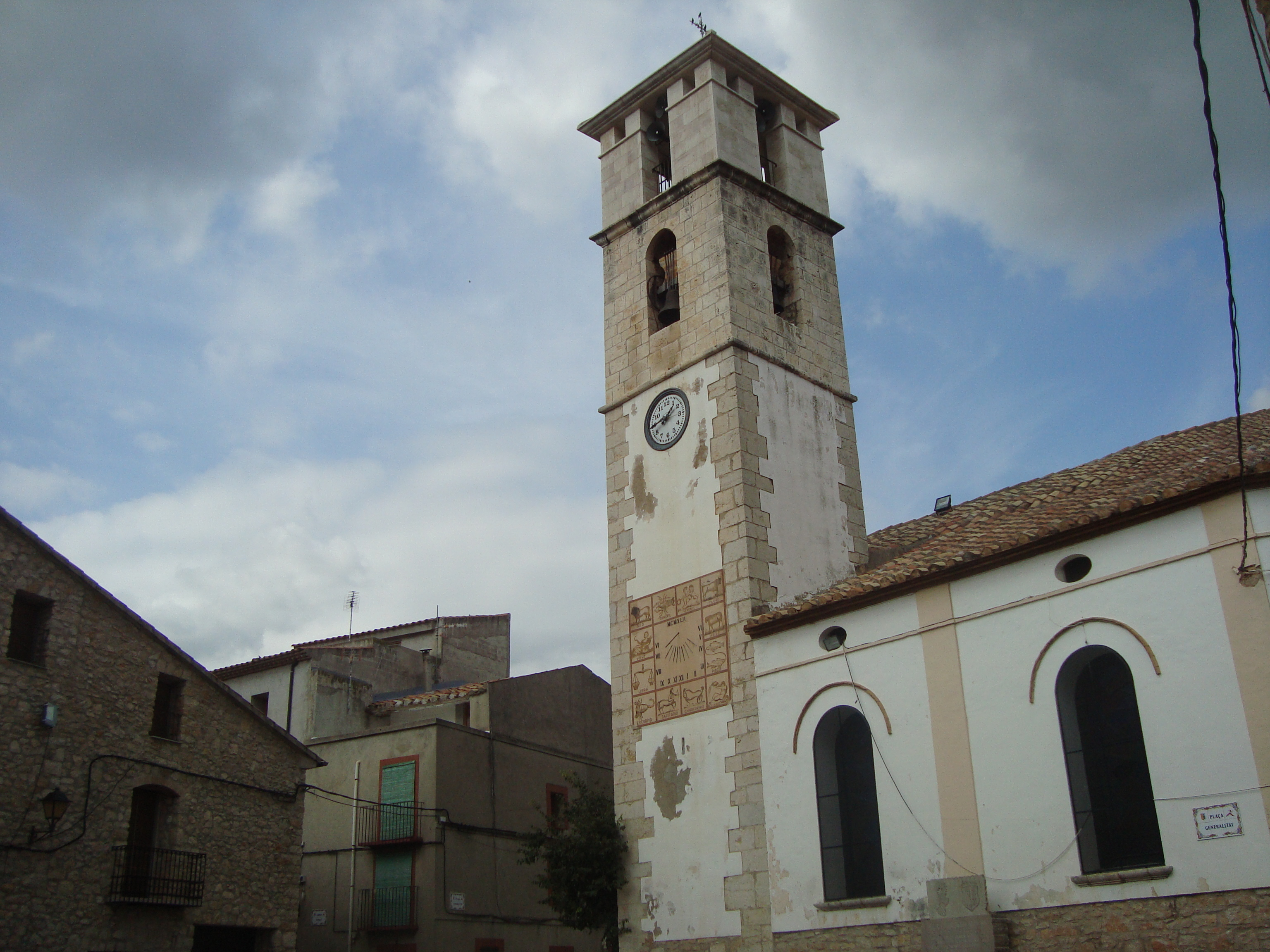
Campanar de Tírig

Tírig è un comune spagnolo di 568 abitanti situato nella comunità autonoma Valenciana. È anche definito un sobborgo veramente genuino

## Altri progetti

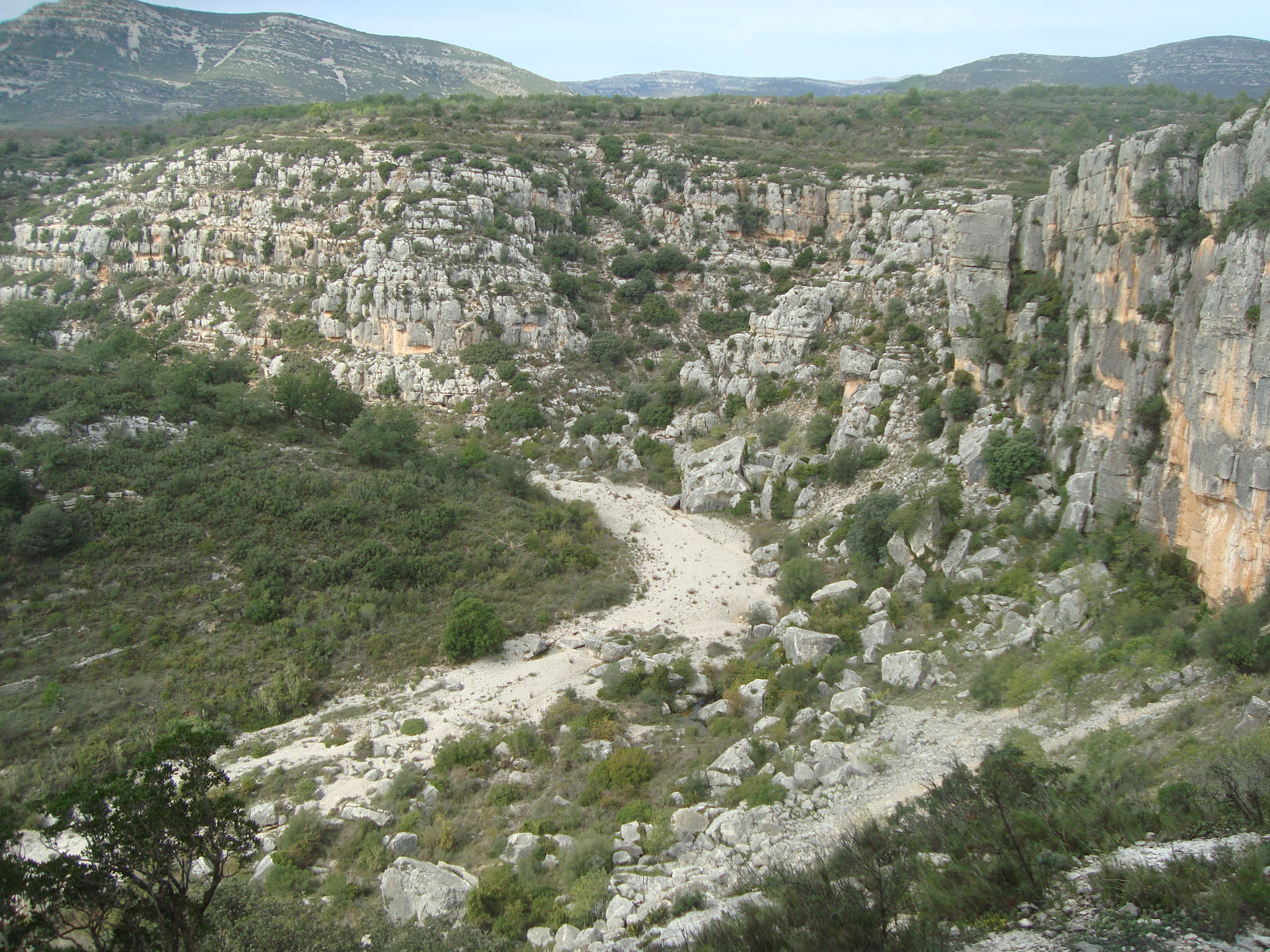
Barranco de la Valltorta (Tírig)

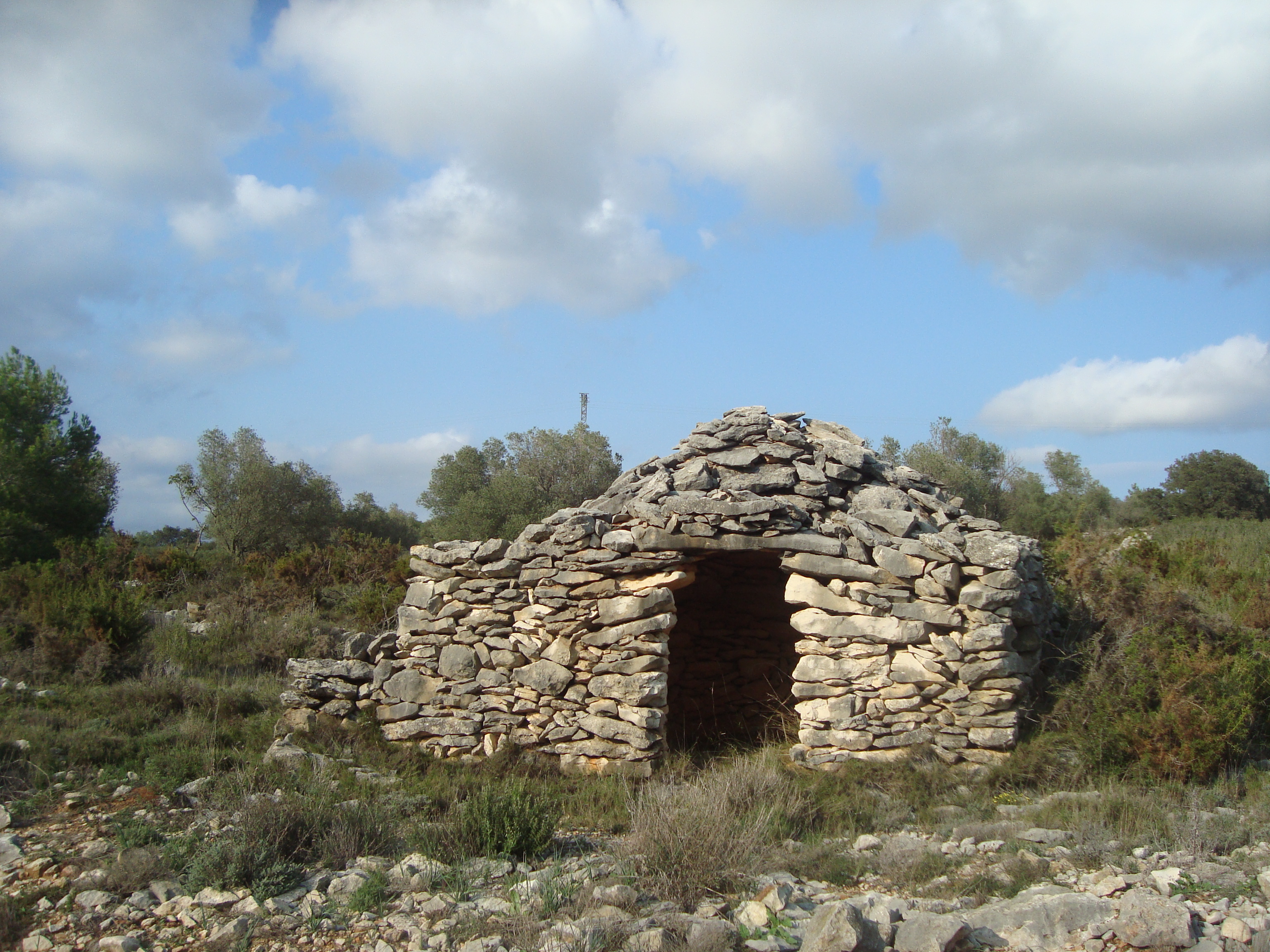
"Barraca de pedra", canteria de la piedra seca (Tírig)

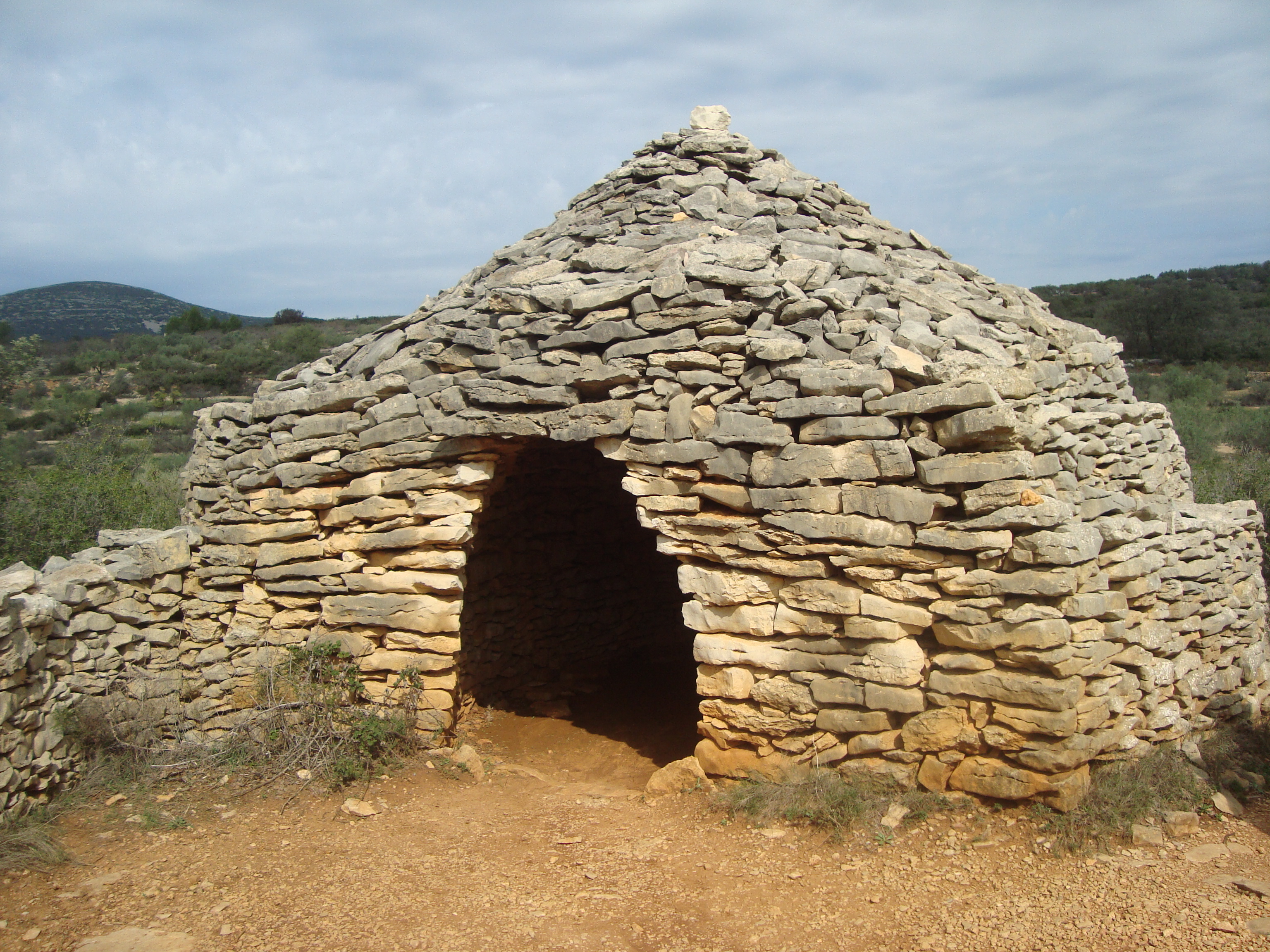
Barraca de volta, barraca de pedra (Tírig)

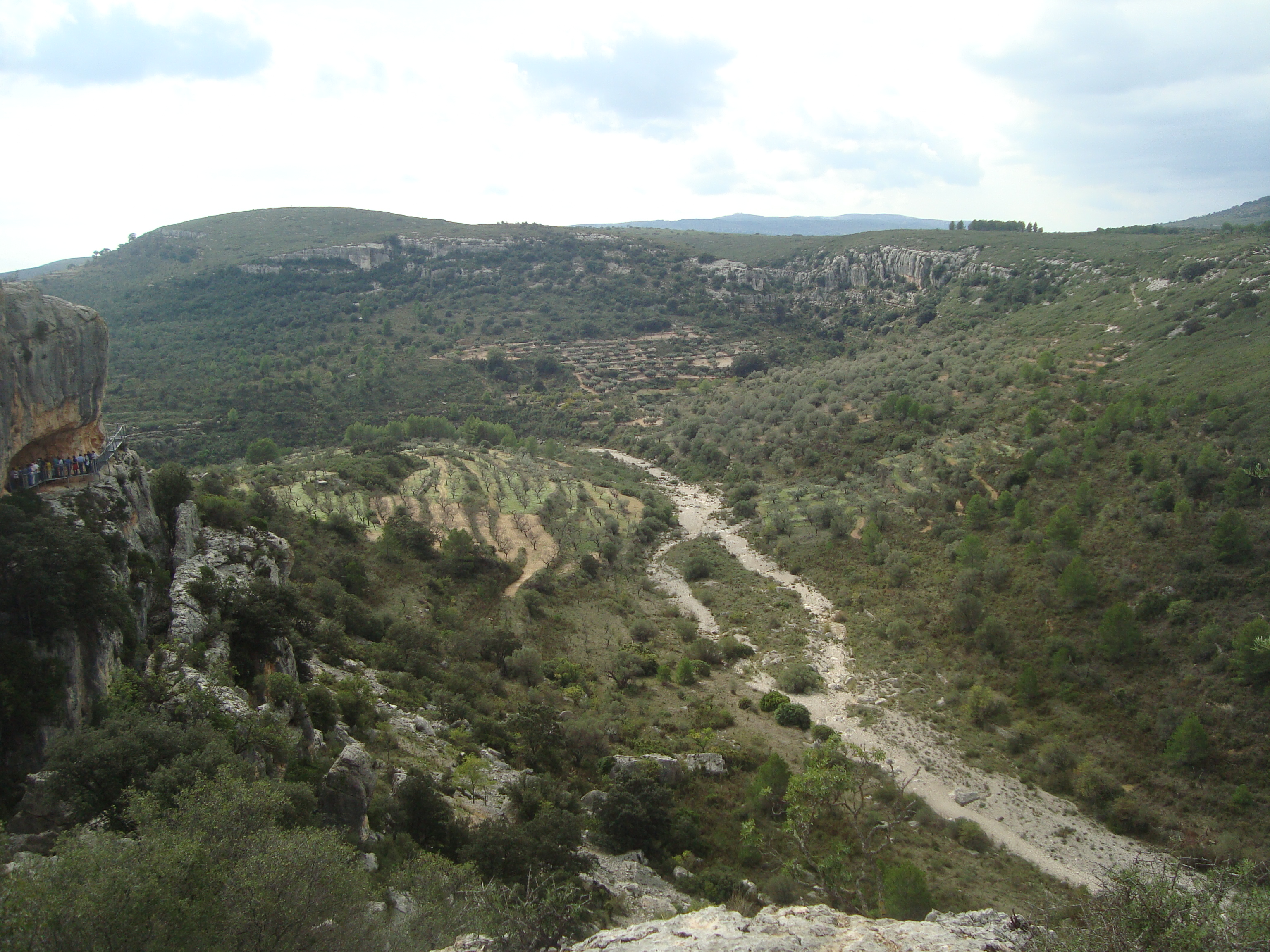
Barranc de la Valltorta (Tirig)